# Pennisetum qianningense
Pennisetum qianningense là một loài thực vật có hoa trong họ Hòa thảo. Loài này được S.L.Zhong mô tả khoa học đầu tiên năm 1982.